# 杨芬港镇
杨芬港镇，是中华人民共和国河北省廊坊市霸州市下辖的一个乡镇级行政单位。

## 行政区划
杨芬港镇下辖以下地区：
一街村、二街村、三街村、四街村、阙里墅村、赵家柳村、蔡家堡村、南王家堡村、辛立庄村、丁家堡村、小庙村、肖家堡村、张家堡村、许家堡村、大汪庄村、于家堡村、北王家堡村、陈家堡村、褚东村、褚西村、樊李杨村和东寨上村。